# Live in California 74
Live in California 74 — видеозапись концерта британской группы Deep Purple 6 апреля 1974 на автогоночном комплексе Ontario Motor Speedway близ Лос-Анджелеса в рамках фестиваля «California Jam», транслируемого телевизионной компанией ABC.

## История
Это было одно из первых публичных выступлений Deep Purple в составе MKIII (Дэвид Ковердэйл — вокал, Гленн Хьюз — бас-гитара, бэк-вокал).
У Deep Purple был выбор времени выступления; они приняли решение выступать во время заката, передав таким образом право выступать последними группе Emerson, Lake & Palmer. Вопреки ожиданиям группы, фестиваль подобрался к завершающей стадии раньше срока, и к моменту выхода Deep Purple гитарист группы Ричи Блэкмор заперся в своей гримёрке, отказываясь выходить на сцену. Разъярённые организаторы пытались заставить группу начать выступление, угрожая вызовом полиции и отменой концерта как такового, но проблему разрешил сообразительный конферансье, объявивший зрителям, что следующими играют Deep Purple. Группа вынудила всех прождать ещё около часа, до того как начало смеркаться.
В заключительной части концерта Блэкмор сломал несколько гитар (разбив одной из них видеокамеру) и сбросил со сцены несколько усилителей. На записи также видно, как сотрудник технической команды группы установил пиротехнический заряд в один из усилителей и впоследствии подорвал его. Группа быстро покинула место проведения концерта на вертолёте, минуя встречу с начальником пожарной охраны, полицейскими и руководителями ABC.
Через несколько лет  Ричи Блэкмор объяснил причину своего раздражения организацией концерта:

«Я сказал своему менеджеру: „Надеюсь, у них не будет пресс-ложи перед сценой?“.  Я посмотрел на следующий день, и, конечно, перед сценой была ложа прессы, которой было скучно. Аудитория была примерно в ста футах от меня, поэтому я настаивал на том, чтобы они впустили людей, которые заплатили, в пресс-ложу. Я становился все более и более злым».— Ричи Блэкмор, The Guardian

## Детали издания
Впервые концерт был снят на плёнку ABC-TV и издан в 1981 году под названием California Jam (таким образом, данное выступление является одним из первых концертов, изданных на видео); в 2005 году вышла DVD-версия, вернувшая вырезанную в оригинальном фильме композицию «Lay Down, Stay Down».

## Список композиций

### Live at California Jam, 6.04.1974
1. «Intro» — 1:27;
2. «Burn» — 7:30;
3. «Might Just Take Your Life» — 5:54;
4. «Lay Down, Stay Down» — 5:11;
5. «Mistreated» — 12:12;
6. «Smoke on the Water» — 8:54;
7. «Lazy» (intro) / «You Fool No One» / «The Mule» (outro) — 19:07;
8. «Space Truckin’» — 25:39.

### Bonus features
- Alternate camera angle

1. «Burn» — 8:21;
2. «Might Just Take Your Life» — 5:02.

- Super 8mm film — 10:18
- Archive Preview (Live in Concert 1972/73)

1. «Highway Star» (Блэкмор, Гиллан, Гловер, Лорд, Пейс) — 7:27.

## Состав
- Ричи Блэкмор — гитара;
- Дэвид Ковердэйл — вокал;
- Гленн Хьюз — бас-гитара, вокал;
- Джон Лорд — орган, клавишные;
- Иэн Пейс — ударные.